# Arborophila torqueola
La arborófila común (Arborophila torqueola) es una especie de ave en la familia Phasianidae, que vive en zonas de Asia.

## Descripción

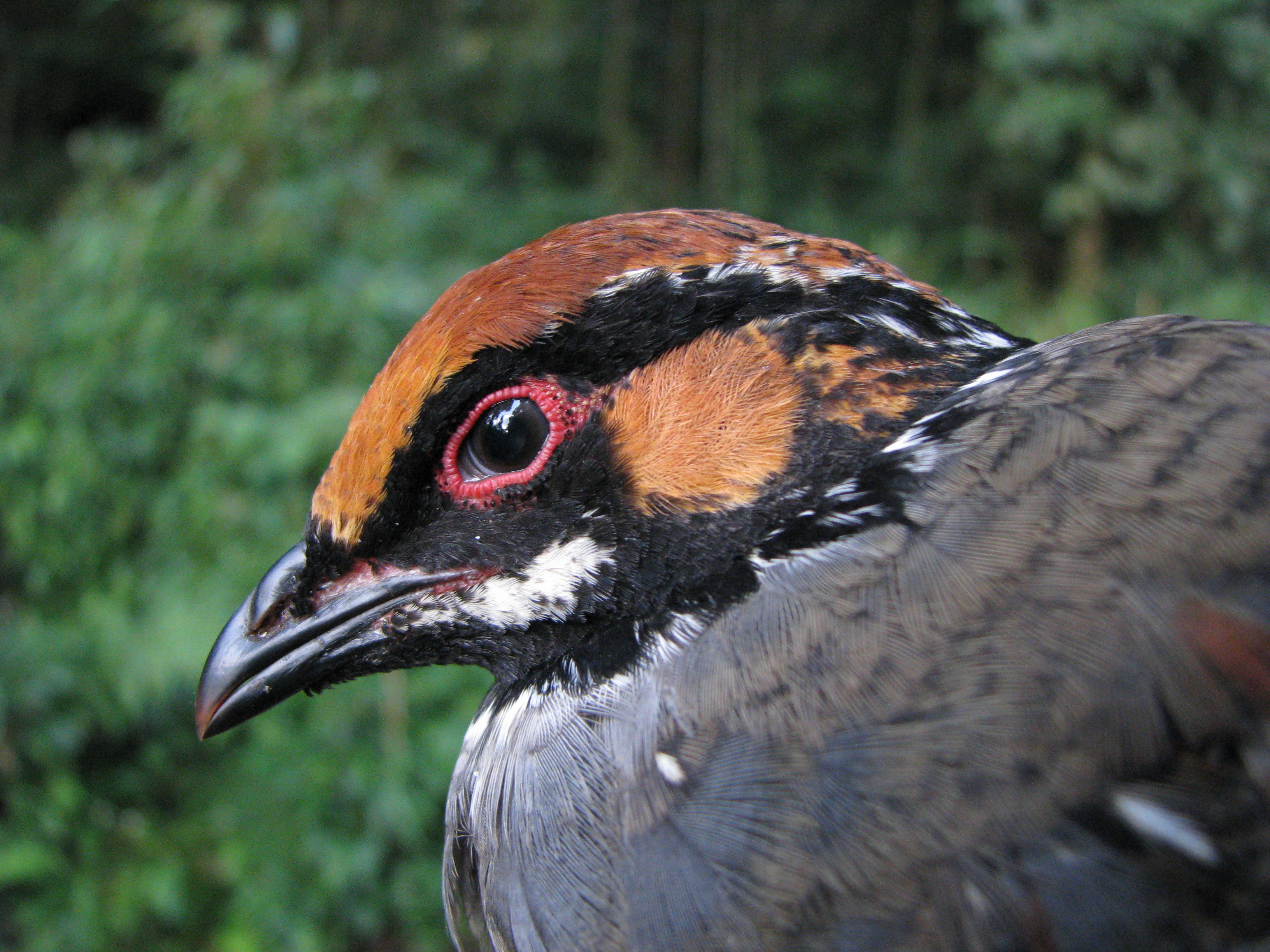
Macho de Arunachal Pradesh, India

Los machos de la especie poseen un patrón de plumas y marcas muy vistoso, una combinación de una corona y cara naranja en una cabeza negra y garganta a rajas. Las hembras no poseen las marcas en la cabeza ni el pecho y zona superior de vientre gris como los machos, los flancos de las hembras son blancos con rayas marrón claro desde el vientre hasta las partes dorsales de las hembras. Se han identificado cuatro subespecies sobre la base de las diferencias en las marcas en la cabeza del macho. Los adultos miden de 27 a 30 cm de largo, su peso varia entre 230 g para las hembras pequeñas a 390 gr para un macho grande.

## Comportamiento
Las arborófilas comunes suelen vivir en parejas o pequeños grupos de hasta 10 individuos que pueden estar formados por unidades familiares.

## Distribución y hábitat
Las arborófilas comunes viven en una franja estrecha que va desde los Himalayas occidentales hasta el norte de Vietnam. Se la encuentra en India, Nepal, Bután, Tíbet, Myanmar, Tailandia y Vietnam. Sus hábitats naturales son los bosques bajos húmedos subtropicales o tropicales y los bosques montanos húmedos subtropicales o tropicales.